# Pfandkehr
Die Pfandkehr ist die strafbare Vereitelung eines Pfandrechts, eines Nutznießungsrechtes, eines Gebrauchsrechtes oder eines Zurückbehaltungsrechtes. Die Pfandkehr ist im deutschen Recht nach § 289 StGB strafbar und wird mit Geldstrafe oder Freiheitsstrafe bis zu drei Jahren sanktioniert.

## Tatbestand
Die Pfandkehr schützt denjenigen, der zwar nicht Eigentümer ist, aber an der Sache ein subjektives Recht besitzt.
Ein solches bürgerliches Recht ist
- ein Nutznießungsrecht nach §§ 1030 ff., § 1417, § 1649 BGB
- ein Pfandrecht, das gesetzlicher oder vertraglicher Natur sein kann:
  - das allgemein in den Vorschriften der §§ 1204 ff. BGB geregelte Pfandrecht,
  - das Vermieterpfandrecht nach §§ 562 ff. BGB
  - das Pächterpfandrecht nach § 583 BGB
  - das Werkunternehmerpfandrecht nach § 647 BGB
  - das Gastwirtpfandrecht nach § 704 BGB
  - das Pfändungspfandrecht nach § 804, § 832, § 930 ZPO ist umstritten, die herrschende Meinung bejaht aber die Anwendbarkeit.
- ein Gebrauchsrecht, das sich aus dem Mietvertrag, dem Pachtvertrag oder dem Leihvertrag ergeben kann. Das Gebrauchsrecht muss nicht dinglich gebunden sein, es kann auch persönlicher Natur sein.
- ein Zurückbehaltungsrecht, das sich nach den Regeln des Zivilrechts ergibt. Dabei muss aber mindestens Besitz vorliegen.

Die Handlung ist eine Vereitelung, die grundsätzlich in der wortlautgemäßen Wegnahme liegt. Diese Vereitelung muss zugunsten des Eigentümers der Sache sein. Handelt der Täter im eigenen Interesse, liegt gegebenenfalls ein Diebstahl nach § 242 StGB vor.
Hinsichtlich der Sache ist ein eigener oder ein fremder beweglicher körperlicher Gegenstand nach § 90 BGB notwendig.
Neben Vorsatz ist auf subjektiver Seite auch die rechtswidrige Handlungsabsicht notwendig.
Auch der Versuch der Pfandkehr ist nach § 289 Abs. 2 StGB strafbar. Ferner ist stets ein Strafantrag des Geschädigten, also des Pfandberechtigten, notwendig (§ 289 Abs. 3 StGB).